# Морозов, Сергей Николаевич (журналист)
Сергей Николаевич Морозов (род. 7 мая 1934 года, Москва) – советский и российский журналист-международник, редактор, публицист.

## Биография
Родился 7 мая 1934 года в Москве.  В 1957 году окончил восточный факультет МГИМО. Владеет английским и китайским языками. В 1965 году защитил диссертацию на соискание учёной степени кандидата исторических наук «Австралийский колониализм и Новая Гвинея после второй мировой войны». Работал в Совинформбюро, АПН, Институте народов Азии АН СССР и институте международного рабочего движения АН СССР. В 1972—1989 годах был сотрудником аппарата ЦК КПСС, где занимался вопросами международной информации. С  1989 по 1999 годы возглавлял редакцию газеты «За рубежом». Член Союза журналистов России. Женат, имеет сына.